# Фрайер, Пауль Герберт
Пауль Герберт Фрайер (нем. Paul-Herbert Freyer; 4 ноября 1920, Криммичау, Цвиккау — 13 августа 1983, Восточный Берлин) — немецкий писатель, работавший в ГДР.

## Биография
Во время Второй мировой войны служил матросом в военном флоте Германии. С 1947 г. занимался драматургией, работал в театрах Плауэна и Карл-Маркс-Штадта. С 1960 г. жил в Берлине и занимался литературным трудом.
Две наиболее известные книги Фрайера — документальное исследование о гитлеровском подводном флоте «Смерть на всех морях» (нем. Der Tod auf allen Meeren; 1984, русский перевод «Морские волки Гитлера») и биография Альберта Швейцера (1982).

## Публикации на русском языке
- Фрейер П. Г. Альберт Швейцер: Картина жизни / Пауль Герберт Фрейер; Пер. с нем. С. А. Тархановой; Отв. ред. и автор послесл. В. А. Петрицкий. — М.: Наука (ГРВЛ), 1982. — 232 с. — 40 000 экз. (обл.)
- Фрейер П. Г. Альберт Швейцер: Картина жизни / Пауль Герберт Фрейер; Пер. с нем. С. А. Тархановой; Отв. ред. и автор послесл. В. А. Петрицкий. — Изд. 2-е, испр. и доп. — М.: Наука (ГРВЛ), 1984. — 224 с. — 39 000 экз. (обл.)
- Фрейер П. Г. Морские волки Гитлера: Подводный флот Германии в период Второй мировой войны / Пауль Герберт Фрейер; Пер. с нем. И. В. Розанова. — М.: Молодая гвардия, 2004. — 256 с. — (Дело №…). — 5000 экз. — ISBN 5-235-02669-1. (в пер.)